# Estornell de Rodrigues
L'estornell de Rodrigues (Necropsar rodericanus) fou una espècie d'ocell de la família dels estúrnids (Sturnidae), únic membre del gènere Fregilupus. Era endèmic de l'Illa de Rodrigues. El seu estat de conservació es considera extint.